# 유 퀴즈 온 더 블럭
《유 퀴즈 온 더 블럭》은 대한민국의 tvN에서 방송 중인 텔레비전 프로그램이다.

## 방송 시간
| 방송 채널 | 방송 기간                          | 방송 시간       | 비고 |
| --------- | ---------------------------------- | --------------- | ---- |
| tvN       | 2018년 8월 29일 ~ 2018년 11월 14일 | 수요일 밤 11:00 |      |
| tvN       | 2019년 4월 16일 ~ 2019년 12월 3일  | 화요일 밤 11:00 |      |
| tvN       | 2020년 3월 11일 ~ 2022년 7월 20일  | 수요일 밤 8:40  |      |
| tvN       | 2022년 10월 5일 ~ 현재             | 수요일 밤 8:45  |      |

## 결방 및 편성 변경 사유

### 2020년
- 4월 1일, 4월 8일 : CJ ENM 계열의 채널 올'리브의 프로그램 밥블레스유를 담당중인 PD의 코로나19 확진 여파로 인한 결방.[1]

### 2021년
- 8월 4일 : 출연진 코로나19 검사와 함께 자가격리로 인한 하이라이트 방송.[2]
- 9월 22일 : 추석 특집 영화 (다만 악에서 구하소서)로 대체 편성으로 인한 결방.[3]
- 12월 29일 : 하이라이트 방송. (유재석 코로나19 확진 영향으로 추정)[4]

### 2022년
- 1월 5일
- 3월 9일 : 대한민국 제20대 대통령 선거[5]
- 6월 1일 : 제8회 전국동시지방선거[6]
- 11월 2일: 이태원 압사 사고 여파로 인한 결방.

### 2023년
- 9월 27일 : 영화 공조 편성으로 밤 9시 10분 방송.
- 10월 4일 : 2022 항저우 아시안 게임 중계방송으로 인한 결방.

### 2024년
- 1월 31일 : 《2023 AFC 아시안컵 카타르 16강 일본 VS 바레인》 중계방송으로 인한 결방.
- 9월 18일 : 김창옥쇼3 편성으로 인한 결방.
- 12월 4일 : 뉴스특보 편성으로 결방.

### 2025년
- 1월 1일 : 제주항공 2216편 활주로 이탈 사고로 인한 국가애도기간으로 결방.